# Batalha de Uman

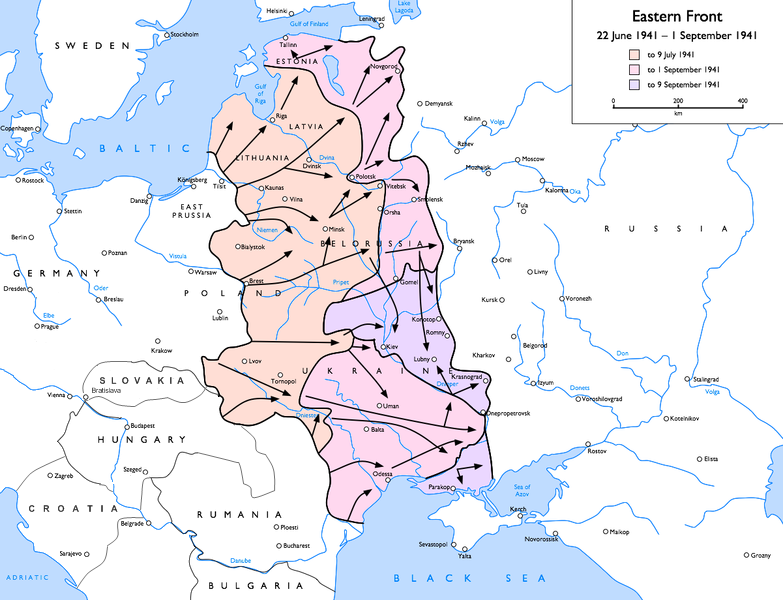
A Frente Oriental no momento da Batalha de Uman.

Batalha de Uman (15 de julho - 8 de agosto de 1941) foi o cerco militar alemão contra os 6º e 12º Exércitos Soviéticos - sob o comando do tenente-general I. N. Muzyrchenko e do major-geral P. G. Ponedelin, respectivamente, ao sul da cidade de Uman durante as operações ofensivas iniciais do Grupo de Exércitos Sul, comandadas pelo Generalfeldmarshall Gerd von Rundstedt, como parte da Operação Barbarossa na Frente Oriental durante a Segunda Guerra Mundial.
As batalhas ocorreram durante a operação defensiva de Kiev entre os elementos da Frente Sudoeste do Exército Vermelho que defendiam as pontes do Bug Meridional e a estrada ferroviária estratégica entre Odessa e Smolensk e elementos do 1º Grupo Panzer na Ucrânia ocidental durante o avanço deste último do sul da Polônia para a Crimeia.
As forças soviéticas estavam sob o comando geral da Direção Sudoeste, comandada pelo marechal Semyon Budyonny, que incluia a Frente do Sudoeste comandada pelo coronel Mikhail Kirponos. A sede e muitas subunidades do 12º Exército conseguiram evadir o cerco devido à incapacidade das formações de infantaria alemãs, no entanto, ambos os exércitos foram posteriormente dissolvidos e as tropas que escaparam foram incorporadas em outras unidades. Esta foi uma das grandes cercos do Eixo que foram executadas contra o Exército Vermelho.